# Sidellus opiloides
Sidellus opiloides är en skalbaggsart som först beskrevs av Francis Polkinghorne Pascoe 1866.  Sidellus opiloides ingår i släktet Sidellus och familjen långhorningar. Inga underarter finns listade i Catalogue of Life.